# Úřední jazyky Ruska
Státním jazykem Ruské federace na celém jejím území je dle ústavy ruština. Jednotlivé národnostní republiky mohou mít ve svých ústavách zakotveny místní jazyky jako státní. Takové jazyky mají na území dané republiky rovnoprávné postavení s ruštinou. Subjekty Ruské federace s nižší autonomií (autonomní okruhy), ale i národnostní republiky v případech malých národů mohou udělit místním jazykům oficiální status. Jazyky s oficiálním statusem mohou být užívány na daném teritoriu pro styk s místní samosprávou nebo i státními orgány.

## Zápis jazyků
Pro většinu neslovanských jazyků národů SSSR, které neměly psanou formu nebo užívaly písmo jiné (kromě gruzínštiny a arménštiny) byla na přelomu 20. a 30. let 20. století vytvořena abeceda na základě latinky. V druhé polovině 30. let na nátlak sovětského vedení se tyto abecedy převedly na upravenou cyrilici. Po rozpadu SSSR se objevily snahy některých národů o návrat k latince (např. Tataři), ale podle právních předpisů Ruské federace je k úřednímu zápisu povolena pouze cyrilice. Latinskou abecedu je možno užívat pouze neoficiálně.

## Státní jazyky republik Ruské federace
| Republika             | Státní jazyky (kromě ruštiny) |
| --------------------- | --- |
| Adygejsko             | adygejština |
| Altaj                 | altajština |
| Baškortostán          | baškirština |
| Burjatsko             | burjatština |
| Čečensko              | čečenština |
| Čuvašsko              | čuvaština |
| Dagestán              | agulština, avarština, azerština, cachurština, čečenština, darginština, kumyčtina, lakština, lezginština, nogajština, rutulština, tabarasánština, tátština |
| Chakasie              | chakaština |
| Ingušsko              | inguština |
| Jakutsko              | jakutština |
| Kabardsko-Balkarsko   | kabardo-čerkeština, karačajsko-balkarština |
| Kalmycko              | kalmyčtina |
| Karačajsko-Čerkesko   | abazínština, kabardo-čerkeština, karačajsko-balkarština, nogajština                                                                                       |
| Karélie               | pouze ruština |
| Komi                  | komi |
| Marijsko              | marijština |
| Mordvinsko            | erzja, mokša |
| Severní Osetie-Alanie | osetština |
| Tatarstán             | tatarština |
| Tuva                  | tuvinština |
| Udmurtsko             | udmurtština |

## Jazyky s oficiálním statusem
| Jazyk            | Subjekt federace                      | Poznámka                                                           |
| ---------------- | ------------------------------------- | ------------------------------------------------------------------ |
| čukotština       | Jakutsko                              | Jazyk má oficiální status pouze v místech obydlených tímto národem |
| dolganština      | Jakutsko                              | Jazyk má oficiální status pouze v místech obydlených tímto národem |
| evenkijština     | Jakutsko                              | Jazyk má oficiální status pouze v místech obydlených tímto národem |
| finština         | Karélie                               |                                                                    |
| chantyjština     | Chanty-Mansijský autonomní okruh      |                                                                    |
| chantyjština     | Jamalo-Něnecký autonomní okruh        | Jazyk má oficiální status pouze v místech obydlených tímto národem |
| jukagirština     | Jakutsko                              | Jazyk má oficiální status pouze v místech obydlených tímto národem |
| karelština       | Karélie                               |                                                                    |
| kazaština        | Altaj                                 | Jazyk má oficiální status pouze v místech obydlených tímto národem |
| komi-permjačtina | Komi-Permjanský okruh Permského kraje |                                                                    |
| mansijština      | Chanty-Mansijský autonomní okruh      |                                                                    |
| něnečtina        | Chanty-Mansijský autonomní okruh      |                                                                    |
| něnečtina        | Jamalo-Něnecký autonomní okruh        | Jazyk má oficiální status pouze v místech obydlených tímto národem |
| selkupština      | Jamalo-Něnecký autonomní okruh        | Jazyk má oficiální status pouze v místech obydlených tímto národem |
| vepština         | Karélie                               |                                                                    |